# Bois-lait
 (avril 2024).
Bois-lait est un nom vernaculaire donné à deux espèces différentes d'arbres:
- Mabea piriri, un arbre trouvée en Amérique du Sud et notamment en Guyane de la famille des Euphorbiaceae
- Tabernaemontana citrifolia, un arbre trouvé aux Antilles françaises de la famille des Apocynaceae